# Sint-Bartholomeuskerk (Moeskroen)

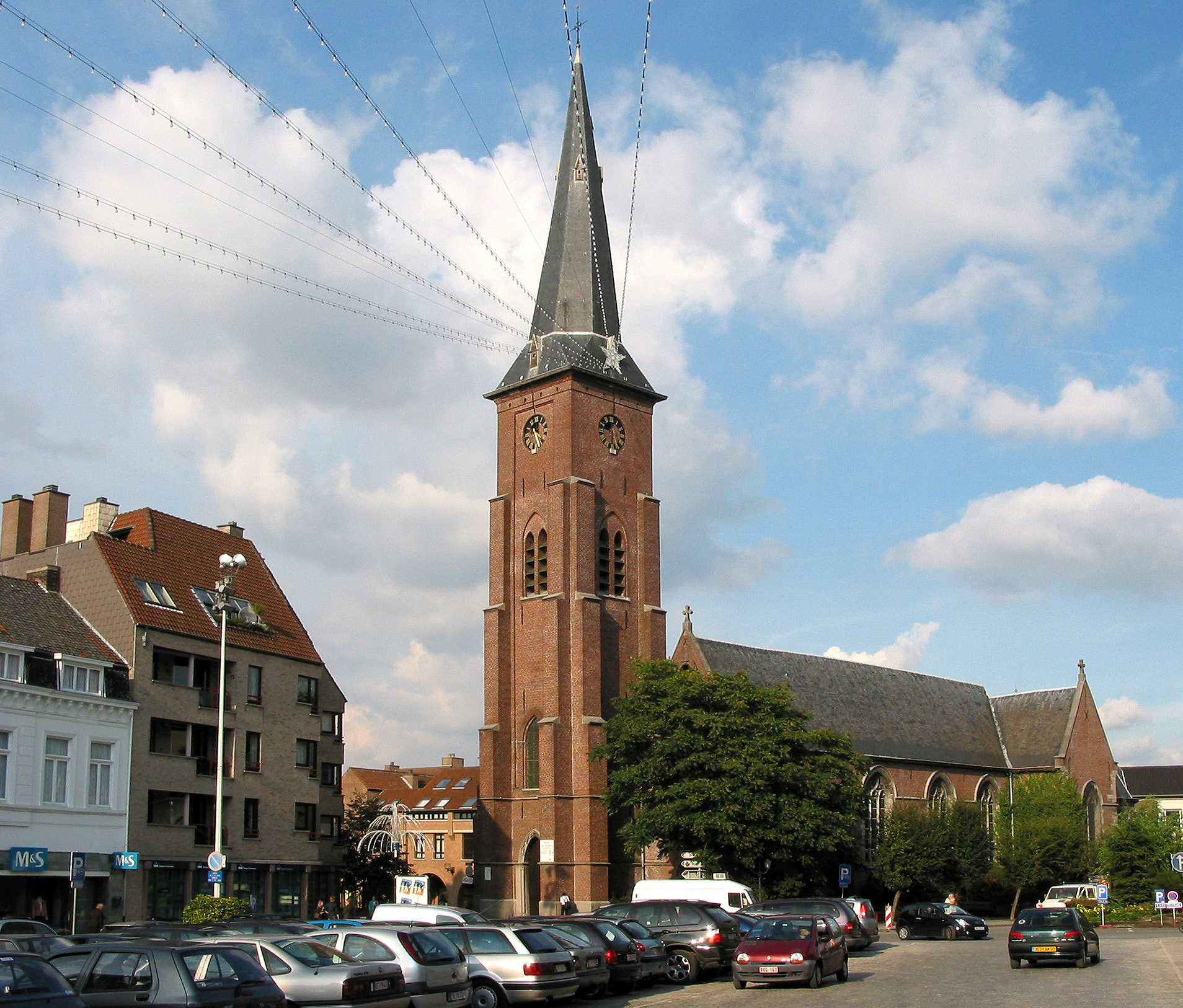
Sint-Bartholomeuskerk

De Sint-Bartholomeuskerk (Frans: Église Saint-Barthélemy) is de belangrijkste parochiekerk in de Henegouwse stad Moeskroen, gelegen aan de Grote Markt.

## Geschiedenis

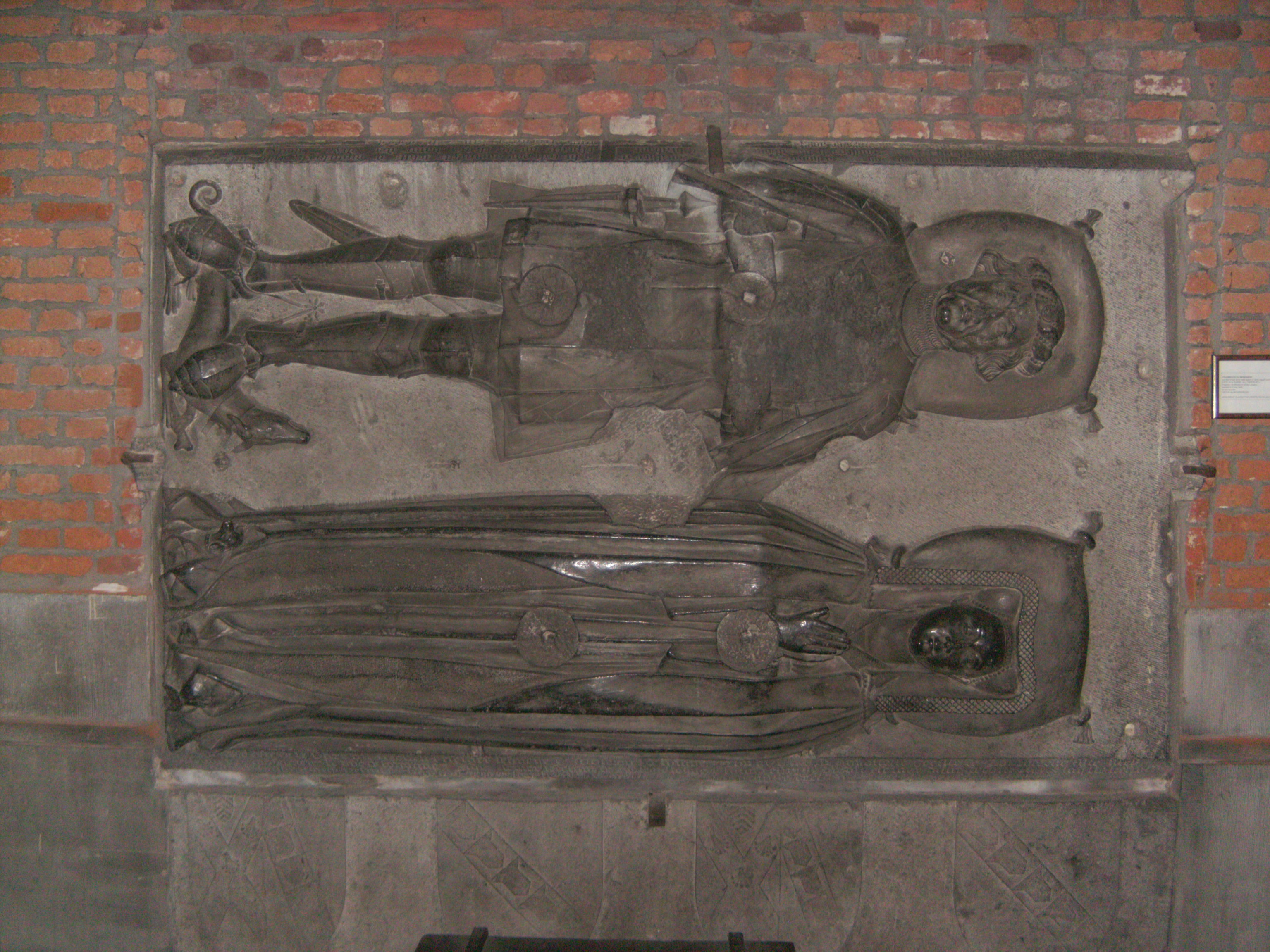
Grafmonument van Oste de la Barre, Heer van Moeskroen (ca. 1380-1446) en zijn tweede echtgenote, Cecile van Moerkerke (ca. 1400-1462) - Sint-Bartholomeuskerk - Erfgoed (1976)

In 1149 was er voor het eerst sprake van een kerk op deze plaats, waarvan het patronaatsrecht berustte bij het Sint-Pieterskapittel te Rijsel.
In 1509 kwam de kerk in bezit van een reliek van Sint-Bartholomeus, geschonken door Antoine de la Barre.
In de 1e helft van de 16e eeuw werd deze driebeukige hallenkerk gebouwd in Doornikse kalksteen en in gotische stijl. Omstreeks 1700 werden de zijbeuken herbouwd in baksteen. Tussen 1837 en 1839 werd de geveltoren in neogotische stijl opgetrokken naar ontwerp van Vuylsteke. Vervolgens werd het koor verlengd naar plannen van Bruyenne, en in 1854 wijzigde hij het uiterlijk van het kerkgebouw in neogotische zin.
Ondanks al deze verbouwingen straalt het gebouw een eenheid uit.
Het interieur is grotendeels neogotisch. De drie beuken worden elk overkluisd met een tongewelf.
In de kerk bevindt zich het grafmonument, van omstreeks 1462, van Oste de la Barre, heer van Moeskroen, en zijn tweede vrouw, Cecile van Moerkerke.
De kerk bezit een schatkamer met enkele interessante voorwerpen.